# Spinus olivaceus
El jilguero oliváceo o lúgano oliváceo (Spinus olivaceus) es una especie de ave paseriforme de la familia Fringillidae propia de las montañas del oeste de América del Sur.

## Distribución y hábitat
Puede encontrarse en los Andes de Bolivia, Ecuador y Perú.
Sus hábitats naturales son: los bosques húmedos tropicales montanos y los matorrales de gran altitud.